# 西田理英
西田 理英（にしだ りえ）は、日本の漫画家。大阪府出身。
第4回エニックス新世紀マンガ大賞入選作『前夜』が『月刊少年ガンガン』（スクウェア・エニックス）2001年10月号に掲載されデビュー。同作は濃い絵柄のシリアスな劇画であったが、第2作ではあっさりした絵柄のギャグ漫画を発表した。以降シリアスからギャグまで、幅広いジャンルを描く。

## 作品リスト

### 連載
- 部活動（『月刊コミックブレイド』2002年11月号 - 2003年3月号[2]→『コミックブレイドMASAMUNE』2004年初夏号 - 2006年初春号[2]）
- 新 部活動（『EDEN』連載） - 第1話のみ「委員会（仮）」のタイトル。
- 殿と犬（『COMICポラリス』2021年3月19日[3] - 、2021年10月14日[4] - ） - 短期集中連載から連載化[4]。

### 読み切り
- 前夜
- Rush
- つわもの
- 殿と犬
- アンソロジー寄稿作品（『くらもち本〜くらもちふさこ公式アンソロジーコミック〜』2018年[5]）

### 書籍
- 『部活動』、マッグガーデン〈ブレイドコミックス〉2005年 - 2006年、全2巻
- 『新 部活動』、マッグガーデン〈マッグガーデンコミックスEDEN〉2012年、全1巻
- 『殿と犬』、フレックスコミックス〈ポラリスCOMICS〉2022年 - 、既刊5巻（2025年7月15日現在）